# Ceinture de l'Orénoque
 La ceinture de l'Orénoque est un territoire situé dans la bande sud du bassin oriental du fleuve Orénoque au Venezuela, qui contient les plus grands gisements de pétrole du monde. Son nom espagnol local est Faja Petrolífera del Orinoco (ceinture pétrolière de l'Orénoque).
La ceinture de l'Orénoque est située à Guárico et au sud des États d'Anzoátegui, de Monagas et du Delta Amacuro, et elle suit la ligne du fleuve. Elle s'étend sur environ 600 kilomètres d'est en ouest, et 70 kilomètres du nord au sud, pour une superficie d'environ 55 314 kilomètres carrés.

## Réserves de pétrole
La ceinture de l'Orénoque est constituée d'importants gisements de pétrole brut extra-lourd. Les gisements de pétrole lourd du Venezuela d'environ 1 200 milliards de barils (1,9 × 1011 m3), situés principalement dans la ceinture de l'Orénoque, sont estimés équivalents aux réserves mondiales de pétrole plus léger. Petróleos de Venezuela SA a estimé que les réserves exploitables de la ceinture de l'Orénoque s'élèvent à 235 milliards de barils (3,74 × 1010 m3) ce qui en ferait la plus grande réserve de pétrole au monde.
En 2009, le US Geological Survey a relevé les estimations en évaluant les réserves à 513 milliards de barils (8,16 × 1010 m3) de pétrole « techniquement récupérable » (pouvant être produit en utilisant la technologie et les pratiques industrielles actuellement disponibles). Aucune estimation de la quantité de pétrole économiquement récupérable n'a été faite.
La ceinture de l'Orénoque est actuellement divisée en quatre zones d'exploration et de production : Boyacá (antérieurement, Machete), Junín (Zuata), Ayacucho (Hamaca) et Carabobo (Cerro Negro). La zone d'exploration actuelle est d'environ 11 593 km2.

## Exploitation
En 2007, Hugo Chavez signe un décret nationalisant les quatre consortiums pétroliers de la ceinture de l'Orénoque, avec passage sous contrôle de Petróleos de Venezuela (PDVSA) par acquisition de parts dans chacun des consortiums dirigés par Total, la British Petroleum, Exxon Mobile, Chevron Texaco et Conoco Philips.